# Jimmy D'Aquisto
James L. "Jimmy" D'Aquisto, född 1935, död 1995, var en välkänd amerikansk gitarrbyggare. Ur svenskt perspektiv är han mest känd som designer av Hagströmgitarren Hagström Jimmy.